# Yaracuy (cacique)
Yaracuy fue un cacique y jefe guerrero de los Caquetíos del Estado Yaracuy, Venezuela. Nieto del cacique Yare, hijo del cacique Chilúa, mantuvo un importante comercio marítimo con franceses y holandeses, logró una importante alianza de tribus indígenas que integraban la región que hoy se conoce como estado Yaracuy en Venezuela. Venció en la batalla de Cuyucutúa a conquistadores del Imperio Español en 1552. Secuestrado por los colonizadores muere enfrentando a sus captores en 1569.

## Biografía
Yaracuy deriva del vocablo indígena “Yara-yaraí” que quiere decir “Coger Agua” y “Cuícui” que quiere decir “allá lejos”, por lo que Yaracuy significa “Coger agua allá lejos”. De un linaje indómito fue hijo  del  cacique Chilúa, nieto del gran cacique Yare, fue padre de la princesa Yara fue cacique y Jefe Guerrero de los Caquetíos de lo que hoy se conoce como el estado Yaracuy en Venezuela. Logró una alianza que unificó las tribus, entre  las   cuales  se  contaban  Tarananas, Yaritaguas, Torondoyes, Achariguas y Zararas ubicado en Guadabacoa (hoy estado Yaracuy) particularmente en el "Valle de Vavárida" o "Valle de las Damas". Rechazó el título de chamán, ante la proximidad de la muerte de su hermano Guacamayo piache de la tribu que le ofreció este título a lo cual le respondió, que solo quiere pelear y vencer a los españoles, defender las tierras venezolanas, no deseaba ningún mando. Enfrentó a las huestes españolas en Cuyucutúa en 1552 derrotando a los capitanes Diego García de Paredes y el capitán Juan de Vargas, así como a las tribus aliadas Caripes y Macaures. Esta victoria le permitió controlar el comercio en las costas de la boca de Aroa hasta las islas de Sotavento, particularmente Aruba, Curazao y Bonaire.

## Batalla de Cuyucutúa
El cacique Yaracuy comandaba unos 500 aliados indígenas que vivían de Guadabacoa (hoy edo. Yaracuy),  integrado por  Tarananas, Yaritaguas, Torondoyes, Achariguas y Zararas. Los Caripes y Macaures no quisieron conformar esa alianza y asechaban junto con los españoles a los aliados del cacique Yaracuy. En 1552 se preparan en El Tocuyo los invasores españoles castellanos y alemanes belzares junto con sus aliados indígenas Caripes y Macaures dirigidos por los capitanes españoles Diego García de Paredes y el capitán Juan de Vargas para tomar Guadabacoa particularmente las minas de Aroa y Nirgua. El cacique Yaracuy armó un gran contingente con las tribus Tarananas y Achariguas, Zararas y Torondoyes unos pocos Yaritaguas. Decidió atacar a García de Paredes cuando preparaban el avance desde El Tocuyo, en este primer enfrentamiento, la lucha fue amarga donde contó con las grandes habilidades guerreras del cacique Terepaima, donde lograron deserciones. No obstante, los colonizadores dirigidos por Diego García de Paredes y el capitán Juan de Vargas atacan en Cuyucutúa los aliados indígenas dirigidos por el cacique Yaracuy destroza a los invasores españoles que retornan a El Tocuyo y tomando el control de la provincia caquetia de Variquicimeto (Barquisimeto). La victoria fue tal que logró su expulsión de dicho territorio por más de una década.     

### Asedio de El Tocuyo
En 1561 el cacique recibe la noticia del avance del conquistador Juan Rodríguez Suárez hacia la región central de Yaracuy, decide enviar al cacique Terepaima a  reunirse con Guaicaipuro para proponer alianza para enfrentar al invasor. Los españoles fundan un emplazamiento denominado Nueva Segovia (hoy Barquisimeto) y comienzan a colonizar los territorios cercanos. Indignado por la presencia más cercana de los europeos, Yaracuy envía un mensaje al jefe de las tropas españolas Mencio Vargas: "Les pido con mi pueblo que dejen estas tierras que no les pertenecen y se marchen hacia otros rumbos". La respuesta de Vargas fue: "Id y decidle al cacique que venga el a echarnos", y así fue, fue a echarlos, primero atacó con sus guerreros los destacamentos de indígenas Macaures al servicio de los españoles, ante la llegada del Tirano Lope de Aguirre en 1561 los españoles decidieron enfrentarlo, esta oportunidad la aprovechó Yaracuy para iniciar asedio al campamento de El Tocuyo principal bastión del imperio español en Venezuela, el Tirano desde Borburata atraviesa Nirgua para tomar Barquisimeto los españoles dirigido por Diego García de Paredes deciden desplazarse a enfrentar a Aguirre, donde logran derrotarlo.  

### Batalla de Uricagua y Fallecimiento

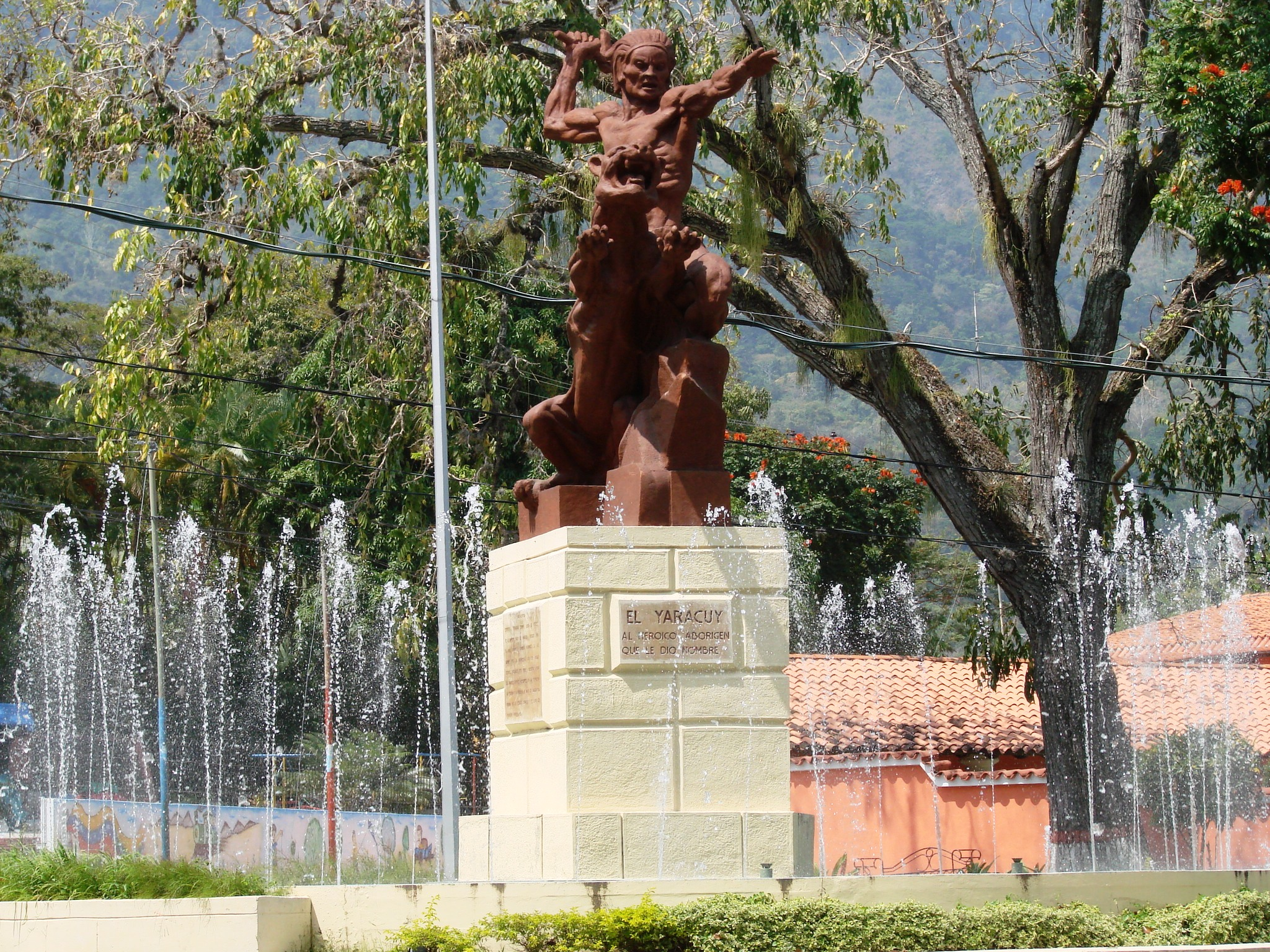
Estatua del Cacique Yaracuy en San Felipe, capital del Estado Yaracuy. Venezuela.

En 1569 es enviado un nuevo gobernador a la provincia de Venezuela, Pedro Ponce de León enviado por el Rey Felipe para enfrentar a los líderes indígenas Guaicaipuro y Yaracuy. Diego de Lozada fue designado por Ponce de León para enfrentar el asedio de Yaracuy en El Tocuyo, donde mediante intrigas lograron dividir las tribus aliadas. Yaracuy se apresura a atacar a Ponce de León y Diego de Lozada en la batalla de Uricagua pero las divisiones hicieron mella y es derrotado rompiéndose el asedio. Para no perder el grueso de sus guerreros decide replegarse a las montañas. Ponce León decide enviar a Diego de Lozada a enfrentar a Guaicaipuro mientras enfrenta al cacique Yaracuy. Conociendo la importancia de capturar al líder indígenas, por lo cual el cacique Yaracuy es secuestrado, y trasladado a El Tocuyo y acusado de conspirar contra el Rey, amarrado a un árbol no pudieron ejecutarlo pues Yaracuy increpó que debían cumplir el decreto que indicaba que todos los indígenas eran súbditos y estaban regidos por la Ley. Lo trasladaron preso a El Tocuyo en espera de la sentencia por la Real Audiencia para su ejecución, no obstante en un descuido, intenta escapar. Un arcabucero da cuenta y le increpó ¡hasta aquí llegó tu suerte Yaracuy! dispara hiriendo al guerrero, y este a su vez mata a su captor que intento sorprenderlo herido y le responde al arcabucero antes de sucumbir. "voy a morir la suerte me abandonó, pero solo no he de ir porque alguien me acompaña".

### Homenajes
El estado Yaracuy en Venezuela, debe su nombre en honor al cacique Yaracuy. En 1952 se inaugura el monumento al Cacique Yaracuy en San Felipe por el escultor Alejandro Colina. El gobernador del estado Yaracuy en 2018 inaugura la Planta procesadora  “Bravo Cacique Yaracuy”, ubicada en Urachiche. 